# 刘宏宇 (斯诺克运动员)
刘宏宇（2004年4月21日—）是一名中国斯诺克运动员。他在2023年5月夺得亚太台球协会（APSBF）亚太公开赛冠军，获得参加职业斯诺克的2年资格。

## 早年
刘宏宇出生于广东省台山市。2021年6月代表东莞队参加全国斯诺克团体锦标赛，队友是赵翰洋和梁小龙。在2022年斯诺克Q School中，他曾经打出134、137分的单杆得分。
2023年2月，在澳大利亚悉尼举办的世界斯诺克联合会锦标赛中，他在四分之一决赛不敌马海龙。同年4月，中国台球协会举办的职业资格选拔赛中，他在第一场决赛负于江俊，再次与职业资格失之交臂。他随即参加了亚太台球协会（APSBF）公开赛，在决赛中6-1战胜同胞王雨晨，获得冠军和参加职业斯诺克巡回赛的2年资格。

## 职业生涯

### 2023–24赛季
2023–24赛季第一站是冠军联赛排名赛，刘宏宇在第一阶段接连战胜域奇·禾頓、大卫·利利和彭奕淞，排名小组第一晋级。第二阶段，他负于诺蓬·桑坎姆、战胜阿什利·卡蒂、战平丹尼尔·威尔斯，未能晋级八强。8月17日，他在接下来的英国公开赛资格赛战胜了泰国女将西里帕蓬·暖他坎占，但在正赛第一轮即被淘汰。在欧洲大师赛中，他虽从资格赛中突围，但因签证问题无法参加在德国举办的正赛。
英格兰公开赛资格赛中，刘宏宇在1-3落后的情况下，连扳三局逆转肖恩·墨菲，跻身正赛。正赛前两轮，他接连战胜乔·奥康纳和克里斯·韦克林，又在八分之一决赛战胜马克·威廉姆斯，并在四分之一决赛战胜丁俊晖，晋级四强。在半决赛中，他以2-6不敌张安达，无缘决赛。在12月的苏格兰公开赛资格赛中，他再次战胜墨菲，最终取得32强。2024年世界斯诺克锦标赛资格赛，他在第二轮战胜老将吉米·怀特，但在第三轮不敌杰克·利索夫斯基，无缘正赛。

### 2024-25赛季
刘宏宇在6月的冠军联赛排名赛中，以1平2负的成绩在首轮小组赛中出局，无缘32強。在8月的沙特大师赛中他闯入了正赛第五轮，但负于新科世界冠军凯伦·威尔逊。 在9月的英格兰公开赛中，他打进正赛，但被贾德·特鲁姆普击败。他在同年10月的北爱尔兰公开赛中，他再次打入正赛，但首轮0-4负于马克·艾伦。在2025年2月的世界公开赛中，他连胜西里帕蓬（资格赛）、马克·塞尔比和埃利奥特·斯莱瑟，但在第三轮负于扎克·舒尔蒂。4月的世锦赛资格赛中，他以57号种子身份出战第二轮，2-10负于米切尔·曼，无缘正赛。

### 2025-26赛季
赛季初的武汉公开赛资格赛和英国公开赛资格赛，他接连战胜伊恩·伯恩斯和吴安仪。在随后的冠军联赛（排名赛）中，他又取得三连胜，从小组突围晋级第二阶段。沙特阿拉伯大师赛，他在第二轮以4-1战胜瑞士选手亚历山大·乌森巴赫，但在第三轮以3-4负于马丁·奥唐纳。

## 职业生涯表现和排名
| 世界排名           | [ nb 2 ] | 67       | 56       |
| 排名赛             |          |          |          |
| 冠军联赛（排名赛） | 2R       | RR       | 2R       |
| 沙特大师赛         | NH       | 5R       | 3R       |
| 武汉公开赛         | LQ       | LQ       |          |
| 英格兰公开赛       | SF       | 1R       |          |
| 英国公开赛         | 1R       | LQ       |          |
| 西安大奖赛         | NH       | LQ       |          |
| 北爱尔兰公开赛     | LQ       | 1R       |          |
| 国际锦标赛         | LQ       | 1R       |          |
| 英国锦标赛         | LQ       | LQ       |          |
| 单局限时赛         | 1R       | 1R       |          |
| 苏格兰公开赛       | 2R       | LQ       |          |
| 德国大师赛         | 1R       | 1R       |          |
| 世界大奖赛         | DNQ      | DNQ      |          |
| 球员锦标赛         | DNQ      | DNQ      |          |
| 威尔士公开赛       | LQ       | LQ       |          |
| 世界公开赛         | 1R       | 3R       |          |
| 巡回锦标赛         | DNQ      | DNQ      |          |
| 世界锦标赛         | LQ       | LQ       |          |
| 已停办排名赛       |          |          |          |
| 欧洲大师赛         | WD       | Not Held | Not Held |

| 圖例 | 圖例                 | 圖例 | 圖例                                | 圖例 | 圖例             |
| ---- | -------------------- | ---- | ----------------------------------- | ---- | ---------------- |
| LQ   | 資格賽被淘汰         | #R   | 正賽首几轮 (WR = 外卡, RR = 循環制) | QF   | 八強             |
| SF   | 四強                 | F    | 亞軍                                | W    | 冠軍             |
| DNQ  | 未获參賽資格         | A    | 沒有参赛                            | WD   | 中途退出比賽     |
| DQ   | 取消資格             | NR   | 当年赛事为非排名赛                  | R    | 当年赛事为排名赛 |
| MR   | 当年赛事为小型排名赛 | NH   | 当年赛事未举办                      |      |                  |

1. ↑  显示的是赛季初的排名
2. ↑  作为新晋职业球员，无排名